# Vertep, Hust
Vertep (în ucraineană Вертеп) este un sat în comuna Rachiș din raionul Hust, regiunea Transcarpatia, Ucraina.

## Demografie
Componența lingvistică a localității Vertep
     Ucraineană (99,34%)
     Alte limbi (0,66%)
Conform recensământului din 2001, majoritatea populației localității Vertep era vorbitoare de ucraineană (99,34%), existând în minoritate și vorbitori de alte limbi.